# Communauté d'agglomération Luberon Monts de Vaucluse
La communauté d'agglomération Luberon Monts de Vaucluse (CALMV) ou LMV Agglomération est une communauté d'agglomération française située dans le département de Vaucluse et la région Provence-Alpes-Côte d'Azur. Elle est la troisième agglomération de Vaucluse après la Communauté d'agglomération du Grand Avignon et la communauté d'agglomération Ventoux-Comtat Venaissin.

## Historique
La communauté d'agglomération Luberon Monts de Vaucluse a été constituée le 1er janvier 2017 à la suite de l'adhésion de cinq des sept communes issues de la dissolution de la communauté de communes des Portes du Luberon, à savoir Lauris, Lourmarin, Puget, Puyvert et Vaugines,, à la communauté de communes Luberon Monts de Vaucluse. Créée le 1er janvier 2014, celle-ci était issue de la fusion entre la communauté de communes Provence Luberon Durance et la communauté de communes de Coustellet, rejointes par les communes de Beaumettes et de Gordes jusqu'alors isolées.

## Territoire communautaire

### Composition
La communauté d'agglomération est composée des 16 communes suivantes :

| Nom                 | Code Insee | Gentilé       | Superficie (km2) | Population (dernière pop. légale) | Densité (hab./km2) |
| ------------------- | ---------- | ------------- | ---------------- | --------------------------------- | ------------------ |
| Cavaillon (siège)   | 84035      | Cavaillonnais | 45,96            | 25 890 (2022)                     | 563                |
| Beaumettes          | 84013      | Beaumetois    | 2,59             | 308 (2022)                        | 119                |
| Cabrières-d'Avignon | 84025      | Cabriérois    | 14,68            | 1 741 (2022)                      | 119                |
| Cheval-Blanc        | 84038      | Chevalblanais | 58,56            | 4 340 (2022)                      | 74                 |
| Gordes              | 84050      | Gordiens      | 48,04            | 1 664 (2022)                      | 35                 |
| Lagnes              | 84062      | Lagnois       | 16,93            | 1 707 (2022)                      | 101                |
| Lauris              | 84065      | Laurisiens    | 21,81            | 3 929 (2022)                      | 180                |
| Lourmarin           | 84068      | Lourmarinois  | 20,18            | 1 031 (2022)                      | 51                 |
| Maubec              | 84071      | Maubecquois   | 9,13             | 1 915 (2022)                      | 210                |
| Mérindol            | 84074      | Mérindolais   | 26,59            | 2 273 (2022)                      | 85                 |
| Oppède              | 84086      | Oppédois      | 24,1             | 1 285 (2022)                      | 53                 |
| Puget               | 84093      | Pugétains     | 17,9             | 881 (2022)                        | 49                 |
| Puyvert             | 84095      | Puyverdans    | 9,78             | 842 (2022)                        | 86                 |
| Robion              | 84099      | Robionnais    | 17,7             | 4 803 (2022)                      | 271                |
| Taillades           | 84131      | Tailladais    | 6,86             | 1 998 (2022)                      | 291                |
| Vaugines            | 84140      | Vauginois     | 15,55            | 556 (2022)                        | 36                 |

### Démographie
| 1968   | 1975   | 1982   | 1990   | 1999   | 2010   | 2015   | 2021   |
| ------ | ------ | ------ | ------ | ------ | ------ | ------ | ------ |
| 31 581 | 35 990 | 38 370 | 44 742 | 49 326 | 52 827 | 55 164 | 55 007 |

## Administration

### Siège
Le siège de la communauté d'agglomération est situé à Cavaillon.

### Les élus
Le conseil communautaire de la communauté d'agglomération se compose de 55 conseillers, représentant chacune des communes membres et élus pour une durée de six ans.
Ils sont répartis comme suit :
| Nombre de conseillers | Communes                                                                 |
| --------------------- | ------------------------------------------------------------------------ |
| 24                    | Cavaillon                                                                |
| 4                     | Cheval-Blanc, Lauris, Robion                                             |
| 2                     | Cabrières-d'Avignon, Gordes, Lagnes, Maubec, Mérindol, Oppède, Taillades |
| 1 (+1 suppléant)      | les autres communes                                                      |

### Présidence

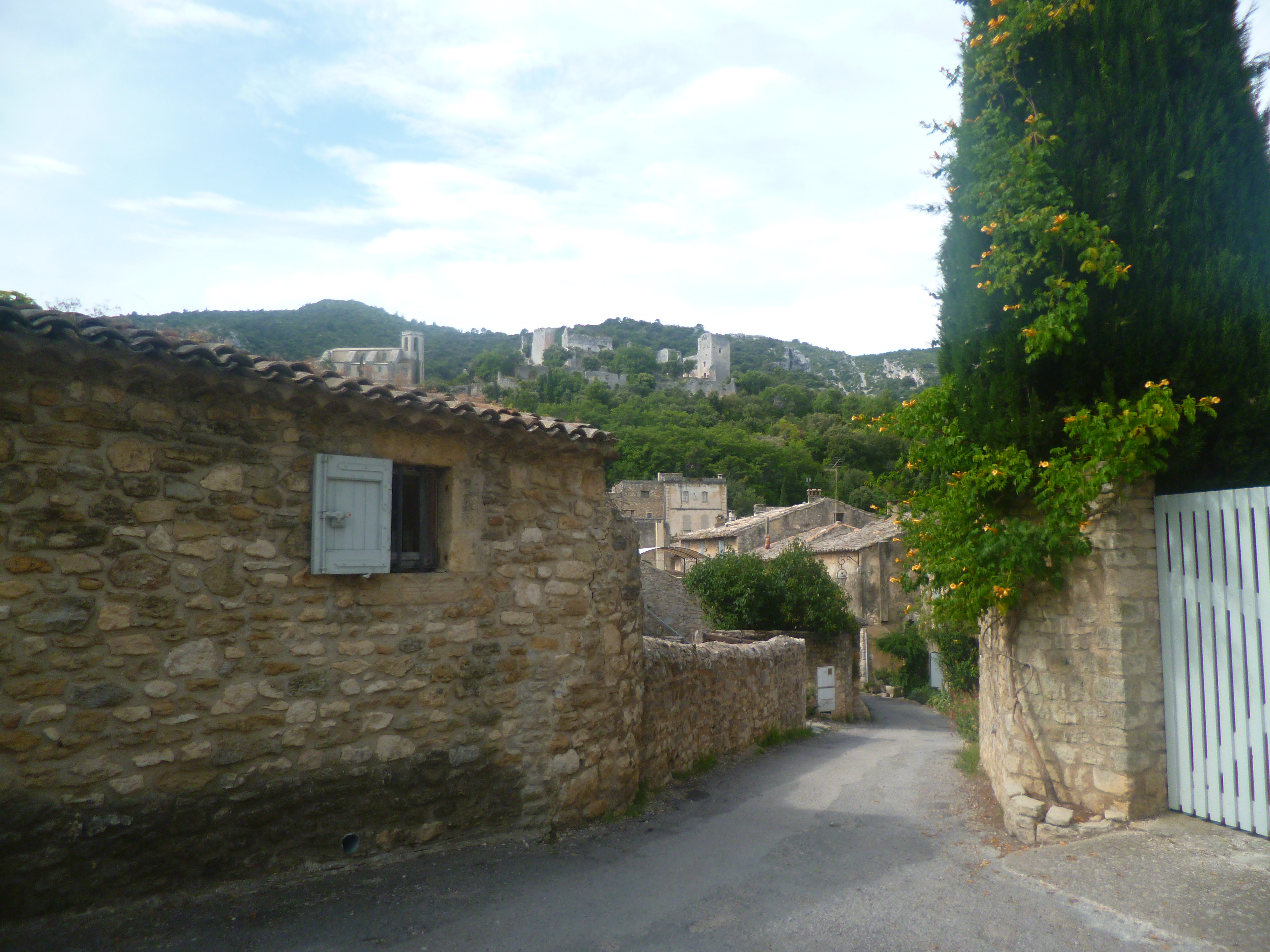
La CA LMV regroupe 16 communes du Luberon et des Monts de Vaucluse

Gérard Daudet, maire de Cavaillon est le président de la communauté d'agglomération Luberon Monts de Vaucluse. Il fut l'unique président de la communauté des communes Luberon Monts de Vaucluse du 1er janvier 2014 au 31 décembre 2016, puis devient le 1er premier président de la communauté d'agglomération Luberon Monts de Vaucluse le 1er janvier 2017.
| Période      | Période                       | Identité      | Étiquette | Qualité                      |
| ------------ | ----------------------------- | ------------- | --------- | ---------------------------- |
| janvier 2014 | En cours (au 10 juillet 2020) | Gérard Daudet | LR        | Maire de Cavaillon (2017 → ) |

### Compétences
LMV Agglomération est dotée de 10 compétences obligatoires, 11 optionnelles et 3 facultatives. 
Les compétences obligatoires : 
-         développement économique
-         aménagement de l’espace communautaire
-         équilibre social de l’habitat
-         politique de la ville
-         aménagement, gestion et entretien de l’aire d’accueil des gens du voyage
-         collecte et traitement des déchets des ménages et des déchets assimilés
-         gestion des milieux aquatiques et prévention des inondations
-         assainissement
-         eau potable
-         gestion des eaux pluviales urbaines
Les compétences facultatives : 
-         Petite enfance
-         Equipement culturel et sportif d’intérêt communautaire
-         Voirie communautaire

#### LMV Médiathèques
Le pôle des médiathèques recense 12 sites et un point lecture (aux Beaumettes). La médiathèque centrale se trouve à Cavaillon (LMV -  Médiathèque La Durance). Les autres sont situées à Cabrières d'Avignon, Lagnes, Robion, Les Taillades, Oppède, Maubec, Cheval-Blanc, Mérindol, Lauris, Lourmarin et Puyvert. Les collections sont partagées entre tous les sites et transférables par navette pour le confort des usagers. 
La collection s'élève à 200 000 documents et ce sont plus de 420 000 prêts qui sont enregistrés chaque année.
Les médiathèques intercommunales proposent aussi de nombreux événements culturels tout au long de l'année (100 par trimestre), gratuits et accessibles à tous.  
Elles disposent de leur propre portail internet.

#### LMV Tourisme
L'office de tourisme intercommunal exerce sa compétence sur l'ensemble des communes de l'agglomération. Il dispose de trois bureaux d'information touristique à Cavaillon, Gordes et Lourmarin. Le bureau principal de Cavaillon se situe sur la place François Tourel, au pied de la colline Saint-Jacques. L'office de tourisme communique auprès du grand public avec la marque Destination Luberon. 
Le territoire de l'agglomération était autrefois situé à la frontière du Comtat Venaissin et du Comté de Provence. Les villages de l'agglomération possèdent de fait un patrimoine varié et très riche. L'activité touristique s'appuie sur ce patrimoine culturel et notamment sur les fameux villages perchés de Gordes et Oppède, pour ne citer qu'eux. Au sud de l'agglomération se trouve le château de Lourmarin ou encore le jardin des plantes tinctoriales de Lauris. Côté nature, les massifs montagneux du Luberon et des Monts de Vaucluse permettent la pratique de nombreuses activités sportives comme la randonnée pédestre, le VTT ou, à Cavaillon, l'escalade et la via ferrata. Le territoire est également traversé par une véloroute, la Véloroute du Calavon. 
LMV Tourisme gère par ailleurs 2 campings, à Cavaillon et à Maubec.

#### LMV Piscines
Il y a deux piscines dans l'agglomération : la piscine couverte Alphonse Roudière, entièrement requalifiée en 2019 et proposant 2 bassins, et le centre aquatique de Plein Air, proposant 3 espaces de baignades et un parc arboré. Les deux équipements sont situés à Cavaillon.

#### LMV Environnement
Il y a quatre déchèteries multimatériaux sur le territoire de l'agglomération : Cavaillon Puits des Gavottes, Maubec-Coustellet, Lauris et Vaugines. Il y a également deux déchèterie pour déchets « verts », à Cavaillon et Vaugines.

#### LMV Petite Enfance
Le territoire compte 14 multi-accueils (crèches) pour près de 400 places permettant l'accueil collectif de 1000 enfants chaque année.
Une 15e crèche est en cours de construction et doit ouvrir ses portes en 2022.
Concernant l'accueil individuel, les trois relais d'assistants maternels du territoire regroupent près de 190 professionnels qui accueillent chaque année plus de 600 enfants à leur domicile. Les RAM sont à la fois des lieux de professionnalisation pour les assistants maternels, mais aussi des lieux d'animations.
Le Pôle Petite enfance de LMV offre aussi un soutien à la parentalité grâce au Lieu d'Accueil Enfant Parent (LAEP), anonyme et gratuit.

#### LMV Mobilité
Cavaillon possède actuellement un réseau de 4 lignes de bus.
Au 1er janvier 2018, la ligne C du réseau C'mon bus est partagée avec l'agglomération. Elle devient une navette gratuite entre le parking relais du Grenouillet et le cœur de ville de Cavaillon et est 100% électrique depuis le 1er janvier 2021. Une navette exploitée en régie reliant le hameau des Vignères (Cavaillon) aux Taillades, via la gare de Cavaillon, est aussi en place depuis décembre 2019. Le réseau C mon bus est exploité par les Transports Suma depuis septembre 2020. 
Le pôle mobilité intercommunal se situe au PEM de Cavaillon, près de la gare routière. Depuis 2022, il dispose d'un accueil permettant d'obtenir des informations sur les transports et d'acheter les abonnements C'mon bus.
Par ailleurs, LMV favorise les déplacements doux. Une subvention à l'acquisition de vélo à assistance électrique, à destination des particuliers du territoire, existe depuis septembre 2020.

##### Autres réseaux
LMV Agglomération est desservie par la ligne 907 du réseau régional Zou ! (anciennement TransVaucluse) pour le nord (Axe Avignon/Maubec) et par la ligne 908 de ce même réseau pour le sud (Axe Avignon/Pertuis).
Cavaillon est desservie par la ligne 9 de l'axe Avignon/Marseille Saint Charles du train TER depuis sa gare SNCF. Un projet de réouverture de la ligne Cheval-Blanc/Pertuis pour devenir Avignon/Pertuis est prévu pour desservir le sud du territoire.
Cavaillon est enfin desservie par l'autoroute A7  dite Autoroute du Soleil.

### Régime fiscal et budget
Le régime fiscal de la communauté d'agglomération est la fiscalité professionnelle unique (FPU).

## Projets et réalisations

### Parc d'activités Bel Air (Taillades)
Près de 4 hectares de foncier ont été commercialisés entre 2016 et 2020. LMV Agglomération proposait 15 lots de 1 000 m2 à 3 000 m2. tous sont aujourd'hui vendus. 

### Entrée économique de Coustellet
Une opération urbaine a eu lieu au hameau de Coustellet qui est un important carrefour entre Apt et Avignon, au nord de l'agglomération, qui vise à donner davantage d'accessibilité aux piétons et aux cyclistes, à fluidifier la circulation et favoriser l'implantation d'entreprises. Par ailleurs, le hameau est traversé par la Véloroute du Calavon, aussi appelée Euro Vélo 8, qui part de Cavaillon et qui va jusqu'à Apt. 

### Développement économique: Natura'Lub et la digue des Iscles de Milan
En bordure de Durance, à proximité de l’échangeur autoroutier de l’A7 Cavaillon, la nouvelle zone d’activités Natura'Lub, créée par LMV Agglomération et aménagée par le groupe IDEC, se développera sur 45ha. La zone d’activités Natura'Lub s’inscrit dans la stratégie de l’Opération d’Intérêt Régional Naturalité (OIR). Natura'Lub est un parc productif premium dédié à la naturalité et positionné sur 5 marchés :
- Bio contrôle et intrants naturels
- Ingrédients naturels
- Alimentation de qualité
- Nutraceutique
- Cosmétiques naturels et parfumerie

La  présence sur le territoire de plusieurs entreprises pépites, et leader dans les différents domaines de la naturalité fait de Luberon Monts de Vaucluse une brique transversale à ces cinq marchés. Natura’Lub proposera aussi ensemble de services aux entreprises présentes : Centre de convention ; Learning Lab ; Espace de coworking ; Equipements de formation ; Hôtellerie ; Transports ; Incubateur.
Pour que ce projet puisse exister, il a été nécessaire de construire une digue de près de 3 kilomètres à Cheval Blanc afin de mettre en sécurité 7000 personnes des crues de la Durance. La digue a été inaugurée en janvier 2018.

### Le Parc d'activités Natura'Lub
Natura’Lub : un territoire durable et compétitif au cœur de la Provence
- Une volonté des chefs d’entreprise de s’inscrire dans un projet fédérateur
- Des bâtiments nouvelle génération respectant les dernières certifications environnementales
- Une mutualisation des moyens matériels, immatériels
- Un partenariat public/privé dans la définition et l’exploitation du projet

Favoriser le développement économique de Luberon Monts de Vaucluse
- Créer des emplois à forte valeur ajoutée
- Offrir aux entreprises du territoire des possibilités d’extension et conforter leur installation
- Permettre l’implantation d’entreprises exogènes en dégageant de nouvelles disponibilités foncières
- Créer un pôle d’activité de qualité à rayonnement interrégional
- Permettre une organisation urbaine répondant aux enjeux de développement économique et aux préoccupations d’aménagement durable du territoire